# جنگ داخلی نیجریه
جنگ داخلی نیجریه (انگلیسی: Nigerian Civil War) (۶ ژوئیه ۱۹۶۷–۱۵ ژانویه ۱۹۷۰) که با نام‌های جنگ بیافرا یا جنگ نیجریه-بیافرا نیز شناخته می‌شود، جنگی بود که بین نیجریه و جمهوری بیافرا، یک کشور جدایی‌طلب که در سال ۱۹۶۷ استقلال خود را از نیجریه اعلام کرده بود، درگرفت. نیجریه توسط ژنرال یعقوب گون و بیافرا توسط سرهنگ دوم چوکوومکا «امکا» اودومگوو اوجوکو رهبری می‌شد. این درگیری ناشی از تنش‌های سیاسی، قومی، فرهنگی و مذهبی بود که پیش از استعمارزدایی رسمی نیجریه توسط بریتانیا از سال ۱۹۶۰ تا ۱۹۶۳ وجود داشت. علل فوری جنگ در سال ۱۹۶۶ شامل یک کودتای نظامی، یک کودتای متقابل و کشتارهای ضد مردم ایگبو در منطقه شمالی بود. کشتارها و مهاجرت ایگبوهای بازمانده از منطقه شمالی به سرزمین‌های ایگبو در منطقه شرقی، رهبری منطقه شرقی (که دو سوم جمعیت آن ایگبو بود) را به این نتیجه رساند که دولت فدرال نیجریه از آنها محافظت نخواهد کرد و آنها باید خود را در یک بیافرای مستقل محافظت کنند.
در عرض یک سال، نیروهای دولتی نیجریه، بیافرا را محاصره کردند و تأسیسات نفتی ساحلی و شهر پورت هارکورت را تصرف کردند. محاصره به عنوان یک سیاست عمدی در طول بن‌بست بعدی اعمال شد که منجر به گرسنگی گسترده غیرنظامیان بیافرا شد. در طول ۲ سال و نیم جنگ، حدود ۱۰۰۰۰۰ تلفات نظامی وجود داشت، در حالی که بین ۵۰۰۰۰۰ تا ۲ میلیون غیرنظامی بیافرا بر اثر گرسنگی جان باختند.
در کنار جنگ همزمان ویتنام، جنگ داخلی نیجریه یکی از اولین جنگ‌های تاریخ بشر بود که برای مخاطبان جهانی از تلویزیون پخش شد. در اواسط سال ۱۹۶۸، تصاویر کودکان گرسنه و دچار سوءتغذیه بیافرا، رسانه‌های جمعی کشورهای غربی را اشباع کرد. وضعیت اسفناک بیافرا که از گرسنگی رنج می‌برد، به موضوعی مشهور در کشورهای خارجی تبدیل شد و افزایش قابل توجهی در بودجه و اهمیت سازمان‌های غیردولتی بین‌المللی ایجاد کرد. بیافرا در طول پل هوایی بیافرا، کمک‌های بشردوستانه بین‌المللی را از غیرنظامیان دریافت کرد، رویدادی که الهام‌بخش تشکیل پزشکان بدون مرز پس از پایان جنگ بود. بریتانیا و اتحاد جماهیر شوروی حامیان اصلی دولت نیجریه بودند، در حالی که فرانسه، اسرائیل (پس از ۱۹۶۸) و برخی دیگر از کشورها از بیافرا حمایت می‌کردند. موضع رسمی ایالات متحده آمریکا بی‌طرفی بود و نیجریه را «مسئولیتی از سوی بریتانیا» می‌دانست، اما برخی امتناع از به رسمیت شناختن بیافرا را به نفع دولت نیجریه تفسیر می‌کنند.
این جنگ چالش‌های درون جنبش پان‌آفریقا را در مراحل اولیه استقلال آفریقا از حکومت استعماری برجسته کرد و نشان داد که ماهیت متنوع مردم آفریقا ممکن است موانعی را برای دستیابی به وحدت مشترک ایجاد کند. علاوه بر این، این امر کاستی‌های اولیه در سازمان وحدت آفریقا را روشن کرد. این جنگ همچنین منجر به حاشیه‌نشینی سیاسی مردم ایگبو شد، زیرا نیجریه از پایان جنگ تاکنون هیچ رئیس‌جمهور ایگبو دیگری نداشته است و این امر باعث شد برخی از مردم ایگبو باور کنند که به خاطر جنگ به‌طور ناعادلانه‌ای مجازات می‌شوند. از پایان جنگ، ناسیونالیسم ایگبو و همچنین گروه‌های مختلف جدایی‌طلب نئوبیافرا مانند مردم بومی بیافرا و جنبش برای تحقق دولت مستقل بیافرا ظهور کرده‌اند.